# Cremastopus
Cremastopus es un género con dos especies de plantas con flores perteneciente a la familia Cucurbitaceae. 

## Especies seleccionadas
| - Cremastopus minimus - Cremastopurostratus |

## Sinonimia
- Heterosicyos